# Tiberio Tinelli

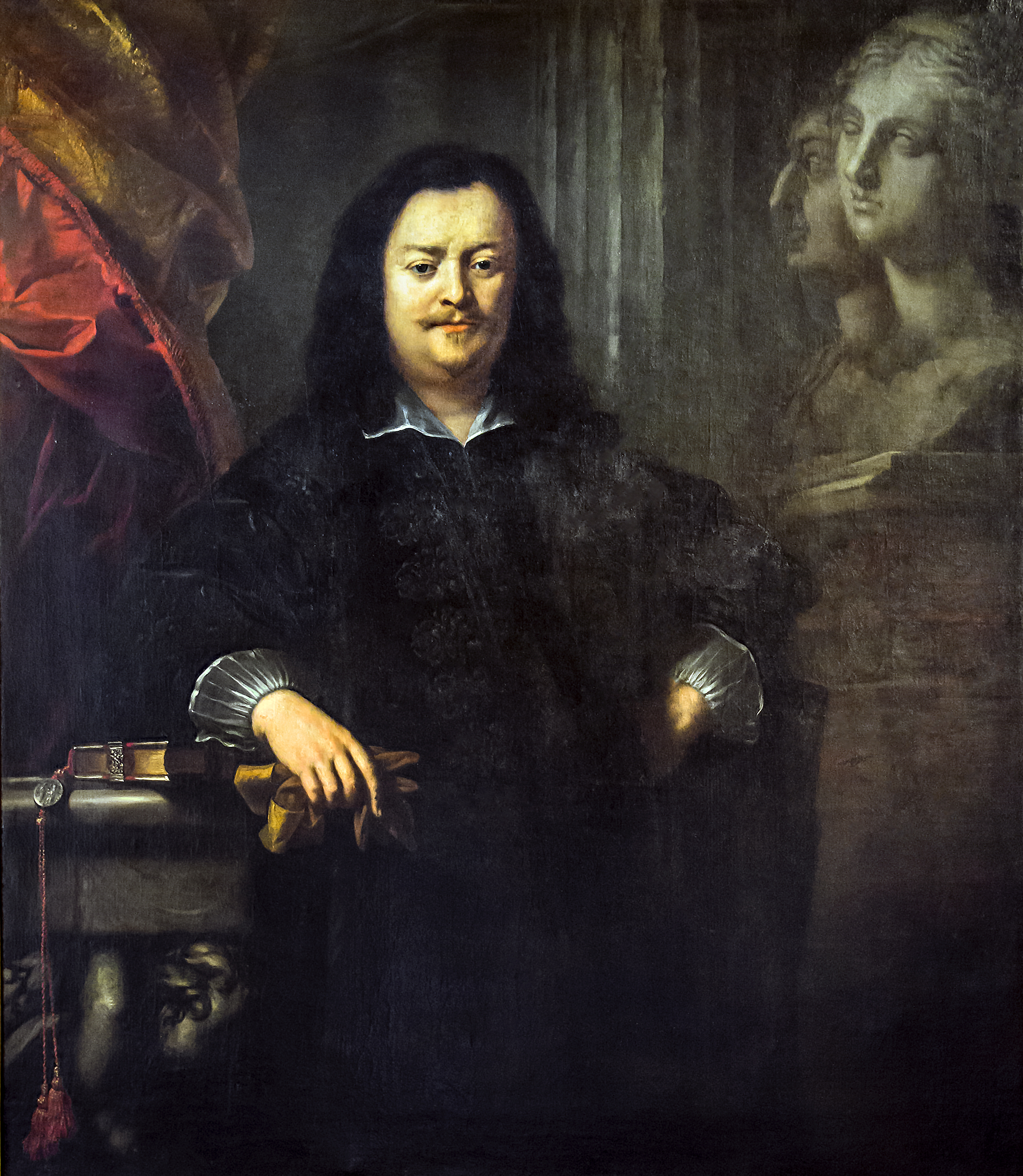
Ritratto di Luigi Molin, Gallerie dell'Accademia a Venezia.

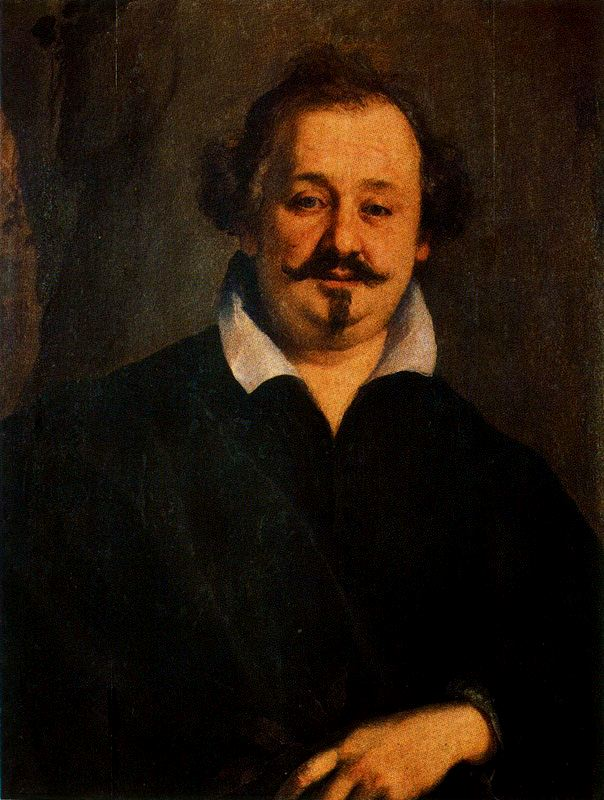
Ritratto di Giulio Strozzi, Uffizi.

Giovanni Tiberio Tinelli (Venezia, 1587 – Venezia, 22 maggio 1639) è stato un pittore italiano.

## Biografia
Nacque a Venezia nel 1587 da Francesco e Maria Rossi. Svolse buona parte della sua attività nella città natale. Allievo di Giovanni Contarini, noto seguace di Tiziano, si specializzò nella ritrattistica, passando alla scuola del Bassano. Più tardi entrò in contatto con altri celebri ritrattisti europei e italiani, quali Antoon van Dyck, Nicolas Régnier, Bernardo Strozzi e Simon Vouet.
Grazie al suo libretto dei conti (1618-1633), dove vengono descritte circa trecento opere, è nota gran parte della sua attività .
Divenne noto tra i contemporanei per la raffigurazione di soggetti nelle vesti di personaggi storici e mitologici ed entrò nelle grazie di Luigi XIII di Francia, che nel 1633 lo nominò cavaliere dell'Ordine di San Michele. per i suoi meriti, malgrado il pittore si rifiutasse di recarsi in Francia preferendo rimanere a Venezia.
Lavorò a palazzo Ducale di Venezia per gli Avogadori di Comun Alessandro Valier, Bernardo Marcello e Pietro Gradenigo. In gioventù viene riferito un dono di un suo quadro al Doge Antonio Priuli. Tra i suoi committenti, si trovano anche membri dell'Accademia degli Incogniti (1630). Grazie a questa attività, negli anni Trenta del Seicento il pittore assunse un ruolo prevalente nella ritrattistica veneta dell'epoca, ruolo che mantenne fino alla morte. I suoi committenti apprezzarono il suo stile decretandone un discreto successo.
Ebbe un tormentato matrimonio con la pittrice Giovanna Garzoni  terminato con l'annullamento. Il divorzio fu richiesto da lei, perché aveva fatto voto di verginità dopo essere guarita da una grave malattia da giovane. In realtà furono il padre e il fratello a spingere la figlia a chiedere l'annullamento per ragioni economiche.
Morì il 22 maggio del 1639 a Venezia nella parrocchia di San Canciano.

## Alcune opere
- Ritratto del poeta Giulio Strozzi, Uffizi, Firenze
- Ritratto di Ludovico Windmann, 1637, National Gallery of Art, Washington D.C.
- Ritratto di Emilia Papafava Borromeo, Padova, Musei Civici
- Ritratto di Francesco Querini, 1615, Hood Museum of Art, Hanover (New Hampshire)
- Ritratto di pittore Karel Škréta, Nàrodní Galerie, Praga
- Avogadori adoranti la Vergine, 1631, Palazzo Ducale, Venezia
- Ritratto di Luigi Molin, Gallerie dell'Accademia, Venezia
- Ritratto ideale di Giorgione, collezione privata, Svizzera